# Tadeusz Regulski
Tadeusz Gustaw Regulski h. Rawicz (ur. 7 listopada 1896 w Kutnie, zm. 29 września 1971 w Tworkach) – ekonomista, działacz PCK.

## Życiorys

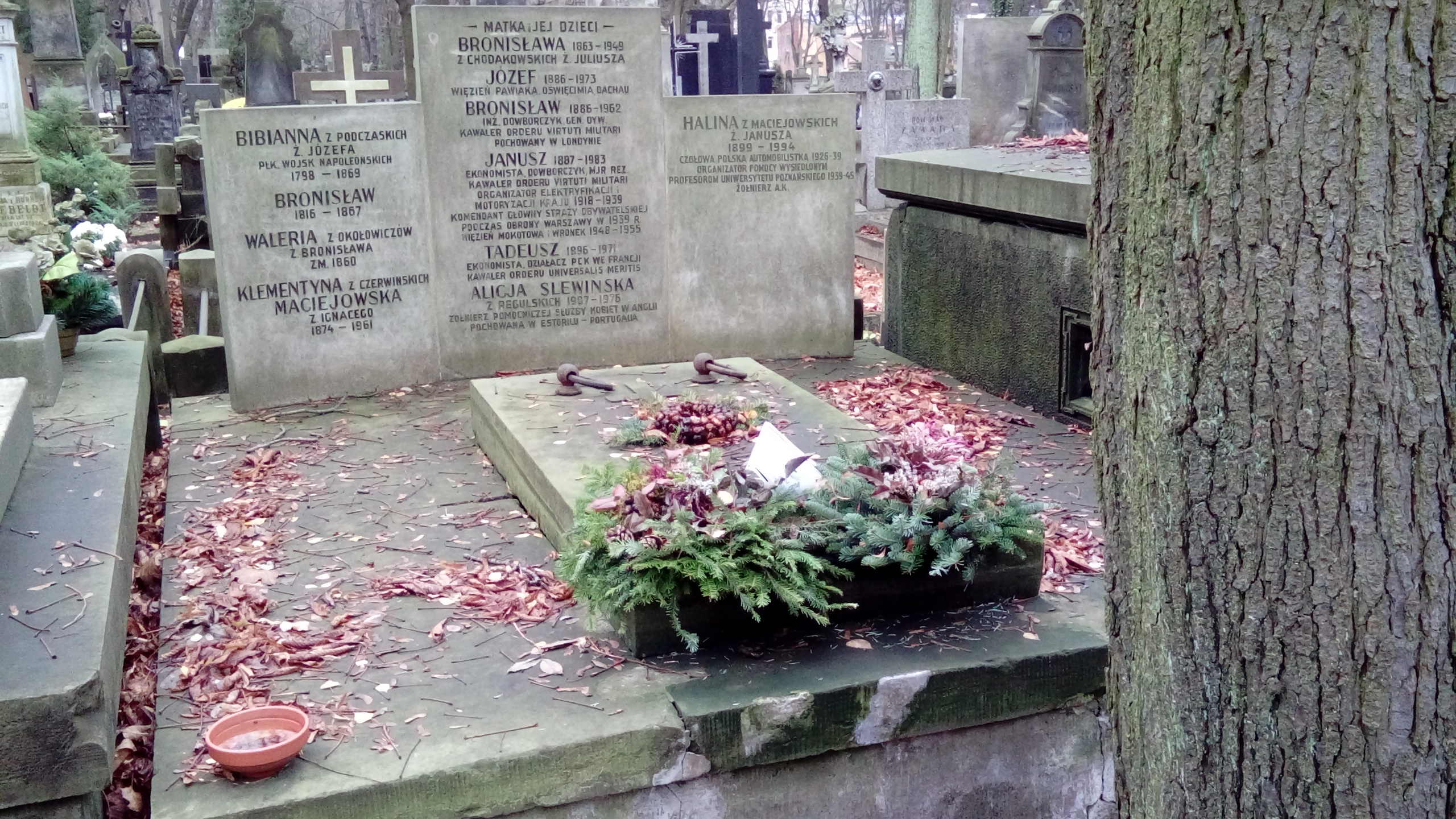
Grób Tadeusza Regulskiego na cmentarzu Powązkowskim

Był najmłodszym synem Juliusza, zawiadowcy stacji kolejowej w Kutnie, i Bronisławy z Chodakowskich, bratem gen. Bronisława Regulskiego, i ekonomisty Janusza Regulskiego oraz prawnukiem płk Józefa Regulskiego, bohatera wojen napoleońskich. Nauki pobierał w Kutnie i Warszawie. Nic nie wiadomo o jego służbie wojskowej w armii carskiej armii – w chwili wybuchu I wojny światowej był w wieku poborowym (pozostali bracia służyli do 1918 w wojsku carskim).
W 1920 – w czasie wojny bolszewickiej – wstąpił jako ochotnik do WP, do 4 pułku ułanów z Włocławka, brał udział w walkach Dywizji Litewsko-Białoruskiej generała Żeligowskiego z bolszewikami i odniósł ciężkie rany.
Od 1922 działał wraz z bratem, Januszem, w nowo powstałej warszawskiej spółce Elektryczne Koleje Dojazdowe. Był najpierw prokurentem i kupował grunty pod budowę linii kolejowej, później awansował na dyrektora handlowego. Około 1938 został powołany na zastępcę dyrektora naczelnego firmy Philips w Polsce, a w 1939 został pełnomocnikiem rządu polskiego w tych zakładach.
Po inwazji niemieckiej w 1939 Regulski wraz z rodziną przedostał się przez Lwów na Węgry i potem do Francji. Od 1940 pełnił funkcję delegata PCK na południu Francji w departamencie Var. Organizował schroniska dla Polaków rozproszonych po Francji i ułatwiał ich ewakuację do Anglii. We Francji pozostał przez cały okres wojenny. Po wyzwoleniu Paryża w sierpniu 1944 zorganizował w ramach PCK biuro poszukiwań rodzin wśród Polaków przebywających w Europie Zachodniej.
Zwabiony obietnicami tzw. „władzy ludowej”, w 1947 powrócił z rodziną do Polski. Najpierw przydzielono mu skromną posadę w EKD, lecz po krótkim czasie usunięto go wraz z bratem, Januszem, z pracy. Janusz – wskutek represji władz – trafił do więzienia, a Tadeusz, żeby przeżyć, zajął się hodowlą królików i róż w Grodzisku Mazowieckim.
Tadeusz Regulski był żonaty z Marią z Gnoińskich h. Ciołek i miał z nią syna i córkę.
Zmarł po ciężkiej chorobie w szpitalu w Tworkach i został pochowany w grobie rodzinnym na cmentarzu Powązkowskim (kwatera B-4-11,12).

## Ordery i odznaczenia
- Złoty Krzyż Zasługi (22 marca 1939)[3]